# Dichrooscytus lagopinus
Dichrooscytus lagopinus är en insektsart som beskrevs av Bliven 1956. Dichrooscytus lagopinus ingår i släktet Dichrooscytus och familjen ängsskinnbaggar. Inga underarter finns listade i Catalogue of Life.